# قطع عضلة هيلر

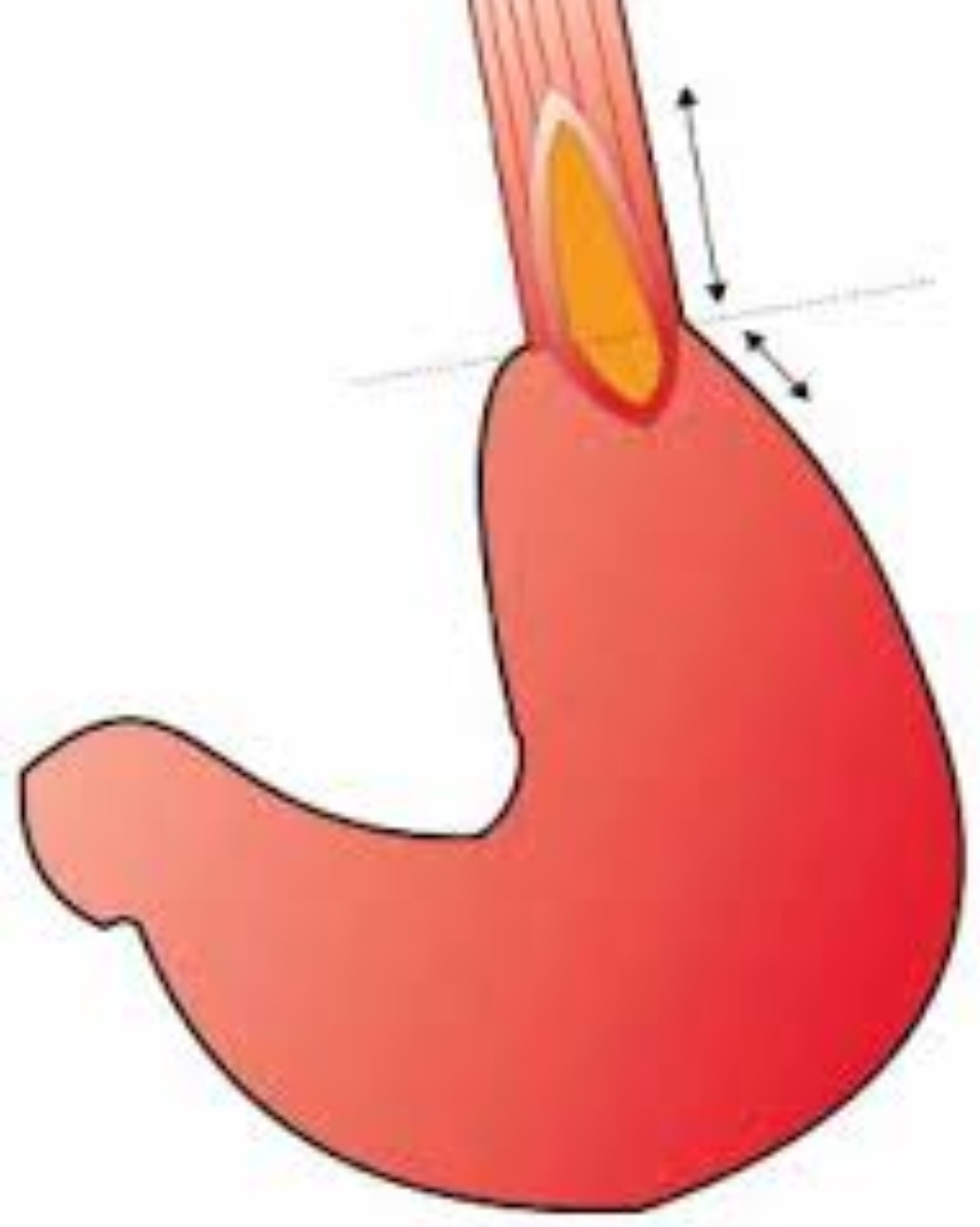
جراحة تعذر الارتخاء المريئي

قطع عضلة هيلر أو تعذر ارتخاء المريء هو إجراء جراحي يتم فيه قطع عضلات القلب (العضلة العاصرة للمريء السفلية أو (بالإنجليزية: LES)‏)، مما يسمح بمرور الطعام والسوائل إلى المعدة. تُجرى العملية لعلاج تعذر الارتخاء، وهو اضطراب تفشل فيه العضلة العاصرة للمريء السفلي في الاسترخاء بشكل صحيح، مما يجعل وصول الطعام والسوائل إلى المعدة صعباً.

## التاريخ والتطور
كان أول من أدى العملية الطبيب إرنست هيلر (1877–1964) في عام 1913. ومن ثم وحتى وقت قريب، كانت هذه الجراحة تُجرى باستخدام إجراء مفتوح، إما من خلال الصدر (فتح الصدر) أو من خلال البطن (فتح البطن). ومع ذلك، تتطلب الإجراءات المفتوحة أوقاتًا أطول للتعافي. تُجرى العملية في الوقت الحالي باستخدام تقنيات تنظير البطن ذات التدخل الجراحي البسيط، مما يقلل من المخاطر ويسرع عملية الشفاء بشكل كبير. تم الاحتفال بالذكرى المئوية لوصف هيلر للعلاج الجراحي للمرضى الذين يعانون من تعذر الارتخاء في عام 2014.

## الإجراء
أثناء العملية، يتم وضع المريض تحت التخدير الكامل وتشق خمسة أو ستة شقوق صغيرة في جدار البطن تُدخل منها الأدوات بالمنظار. "بضع العضل" أو "قطع العضل" هو قطع طولي على طول المريء، يبدأ عادةً بحوالي 6 سم فوق العضلة العاصرة السفلية للمريء ويمتد إلى أسفل المعدة بحوالي 2-2.5 سم. يتكون المريء من عدة طبقات، ولا يقطع بضع العضل سوى طبقات العضلات الخارجية التي تضغط عليه لإغلاقه، مما يترك الطبقة المخاطية الداخلية سليمة. ويمكن أيضًا تنفيذ هذا الإجراء آليًا.

## المخاطر والمضاعفات والتوقعات
هناك خطر صغير يكمن في حدوث ثقب أثناء قطع العضلة. على المريض إتباع إجراء ابتلاع غاستروجرافين "حمض الدياتريزويك" "أشعة الصبغة" بعد الجراحة للتحقق من وجود تسربات. إذا قام الجراح بطريق الخطأ بقطع الطبقة الداخلية من المريء، فقد يحتاج الأمر إلى إغلاق الثقب بغرز.
يمكن أن يمر الطعام بسهولة إلى الأسفل بعد قطع العضل من خلال العضلة العاصرة السفلية للمريء، ولكن يمكن أيضًا أن ترتد أحماض المعدة بسهولة إلى الأعلى. ولذلك غالبًا ما تدمج هذه الجراحة مع تثنية القاع الجزئية لتقليل حدوث الارتجاع الحمضي بعد العملية الجراحية. في دور أو تثنية القاع الأمامي، وهي الطريقة الأكثر شيوعًا، يوضع جزء من المعدة (قاع المعدة) على الجزء الأمامي من المريء ويخيط في مكانه بحيث أنه كلما انقبضت المعدة، فإنها تغلق المريء أيضًا. من ضغط أحماض المعدة فيه. في حالة التوبيت أو تثنية القاع الخلفية، يمرر قاع العين حول الجزء الخلفي من المريء بدلاً من ذلك. نيسن أو تثنية القاع الكاملة (التفاف قاع المريء على طول الطريق) لا يعتبر من المستحسن بشكل عام لأن التمعج غائب في مرضى تعذر الارتخاء.
تعتبر هذه عملية صعبة إلى حد ما، وقد أبلغ الجراحون عن نتائج جيدة وتحسن في حالة أول 50 مريض. يمكن استخدام أداة البحث عن مؤلف في Google Scholar للعثور على دراسات حول تجربة الجراحين السابقة مع مرضى تعذر الارتخاء.
بعد الجراحة بالمنظار، يمكن لمعظم المرضى تناول السوائل الصافية في وقت لاحق من نفس اليوم، والبدء في اتباع نظام غذائي لين خلال 2-3 أيام، والعودة إلى النظام الغذائي الطبيعي بعد شهر واحد. تتراوح مدة الإقامة النموذجية في المستشفى من 2 إلى 3 أيام، ويمكن للعديد من المرضى العودة إلى العمل بعد أسبوعين. إذا تم إجراء الجراحة مفتوحة بدلاً من المنظار، فقد يحتاج المرضى إلى أخذ إجازة من العمل لمدة شهر. عادةً ما يقتصر رفع الأثقال على ستة أسابيع أو أكثر.
تعد عملية قطع عضلة هيلر علاجًا طويل الأمد، ولا يحتاج العديد من المرضى إلى أي علاج إضافي. ومع ذلك سيحتاج البعض في النهاية إلى التوسيع الهوائي، أو تكرار العملية (بحيث يتم إجراؤها للمرة الثانية عادةً كإجراء مفتوح)، أو استئصال المريء . من المهم مراقبة التغيرات في شكل ووظيفة المريء من خلال ابتلاع الباريوم سنويًا. قد يكون التنظير المنتظم مفيدًا أيضًا لمراقبة التغيرات في أنسجة المريء، حيث قد يؤدي الارتجاع إلى تلف المريء بمرور الوقت، مما قد يتسبب في عودة عسر البلع ، أو حالة ما قبل السرطان المعروفة باسم مريء باريت.
على الرغم من أن هذه الجراحة لا تصحح السبب الأساسي ولا تقضي على أعراض تعذر الارتخاء، فإن الغالبية العظمى من المرضى يجدون أن الجراحة تحسن بشكل كبير قدرتهم على تناول الطعام والشراب. وتُعتبر العلاج النهائي لمرض تعذر الارتخاء.

## روابط خارجية
- معلومات المريض UpToDate: تعذر الارتخاء